# Antanas Guoga
Antanas Guoga, mer känd under smeknamnet Tony G, född 17 december 1973 i Kaunas i Litauiska SSR i Sovjetunionen, är en litauisk-australisk entreprenör, politiker och före detta professionell pokerspelare.

## Poker
Antanas Guoga började spela poker 2002 och blev känd som Tony G och också känd för sin frispråkighet och användande av "trash talk" vid pokerbordet.
Guoga har inte vunnit varken World Series of Poker eller World Poker Tour (WPT), trots att han har nått WPT:s finalbord tre gånger.
Han har spelat hem totalt 11 295 296 amerikanska dollar i prispengar fram till den 10 september 2022.
År 2014 avslutade han sin professionella pokerkarriär men har dock sporadiskt spelat i en del pokertävlingar efteråt.

## Politik
Guoga satt som europaparlamentariker i Europaparlamentet mellan 2014 och 2019. Mellan 2020 och 2021 var han ledamot i Litauens lagstiftande församling Seimas.
Sedan 2020 är han medlem i Darbo partija, han hade tidigare tillhört Liberala rörelsen mellan 2014 och 2016.

## Övrigt
Antanas Guoga har varit verksam inom näringslivet och ägt och drivit företag i Australien, Litauen och USA.
År 2017 rapporterade nyhetsmedia att bland andra Gougas förekom på namnlistor tillhörande Panamadokumenten.
Mellan 2017 och 2019 avlade Guoga en master i diplomati vid University of Leicester. Han var samtidigt ordförande för basketklubben BC Lietuvos Rytas.